# Hartford City
Hartford City es una ciudad ubicada en el condado de Blackford en el estado estadounidense de Indiana (Estados Unidos). Ubicada en la parte central noreste del estado, la pequeña comunidad agrícola experimentó un auge económico espectacular de 15 años a partir de fines de la década de 1880. El boom del gas de Indiana fue el resultado del descubrimiento y explotación de gas natural en el área. La economía rural se transformó en una que incluía la manufactura. El auge atrajo a trabajadores y residentes, establecimientos minoristas y artesanos. El aumento de la población fue un catalizador para la construcción de carreteras, escuelas e iglesias. Después del boom vino un largo período de crecimiento y estabilidad. La agricultura (y el comercio agrícola) siguieron siendo la base de la economía.
Desde la década de 1920 hasta la de 1970, Hartford City siguió prosperando. La automatización agrícola y la consolidación de pequeñas granjas en granjas de tamaño industrial dieron como resultado una disminución de la población. Algunos trabajadores recurrieron a los sectores de fabricación y construcción en busca de empleo en ciudades cercanas. Sin embargo, los centros de fabricación como Muncie y Marion sufrieron el colapso de sus economías durante la reestructuración industrial cuando cerraron grandes fábricas. A pesar del declive, Hartford City pudo conservar la empresa papelera, 3M.
Como recordatorio del boom del gas, el Servicio de Parques Nacionales del Departamento del Interior de Estados Unidos agregó el Distrito Histórico de Hartford City Courthouse Square al Registro Nacional de Lugares Históricos el 21 de junio de 2006, es decir, los edificios y objetos contribuidores son dignos de preservación debido a su importancia histórica y arquitectónica.  Los edificios individuales en Hartford City también reconocidos por el Registro Nacional de Lugares Históricos incluyen el Palacio de Justicia del Condado de Blackford y la Primera Iglesia Presbiteriana.

## Historia

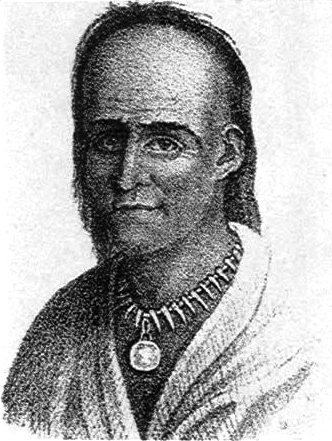
El jefe indio Little Turtle

A principios del siglo XIX, gran parte de lo que se convertiría en el estado de Indiana todavía era frecuentado por tribus indígenas nativas. Es casi seguro que al menos tres tribus visitaron la futura área de Hartford City durante los 40 años antes de que se estableciera la ciudad, aunque no se conocían asentamientos permanentes en el área inmediata. Las tres tribus son Miami, Delaware y Potawatomi. Una cuarta tribu, los Kickapoo, pudo haber vivido en el área antes del siglo XIX, y Hartford City tiene una calle Kickapoo nombrada en honor a esa tribu.
A principios del siglo XIX, un asentamiento del clan Munsee de los lenape se encontraba a unas 19 millas al sur de la futura Hartford City a lo largo del río White. Finalmente, el futuro condado al sur del condado de Blackford, condado de Delaware, recibió el nombre de los lenape que vivían allí, y la ciudad de Muncie derivó su nombre del clan Munsee.
La tribu de Miami era el grupo de indios más poderoso de la región alrededor de la futura Hartford City. Little Turtle (ver foto) fue el último gran guerrero de Miami, muriendo en 1812. Francois Godfroy (era mitad francés) fue uno de los líderes del área de los indios de Miami en la región centro-este de Indiana después de que Indiana se convirtió en estado, y mantuvo una residencia en lo que se convirtió en el norte del condado de Blackford.
A los indios de Miami y Delaware se les atribuye ser los primeros pobladores del área del condado de Blackford, que vivieron a unos 19 km de la futura Hartford City en la Reserva Godfroy después de un tratado de 1818. El sitio está ubicado en el municipio de Harrison del condado de Blackford. Aunque la Reserva Godfroy se asignó al jefe indio de Miami Francois (también conocido como Francis) Godfroy, a los indios de Delaware también se les permitió permanecer en la Reserva.
Los miembros de la tribu Potawatomi pueden haberse extraviado ocasionalmente en el área (futura Hartford City) durante principios del siglo XIX, pero se suponía que debían permanecer al norte del río Wabash, que está a unas 30 millas al norte de la actual Hartford City. Alrededor de 1830, los miembros de la tribu Potawatomi comenzaron a visitar el área al sur del río Wabash con demasiada frecuencia, y finalmente los guerreros de Miami se enfrentaron en lo que ahora es Upland, Indiana, que está a unas 8 millas de Hartford City. Esta pelea, con cuchillos y garrotes como armas principales, no tuvo víctimas mortales, y el resultado fue que los miembros de la tribu Potawatomi regresaron a sus tierras al norte del río Wabash.

### Primeros asentamientos

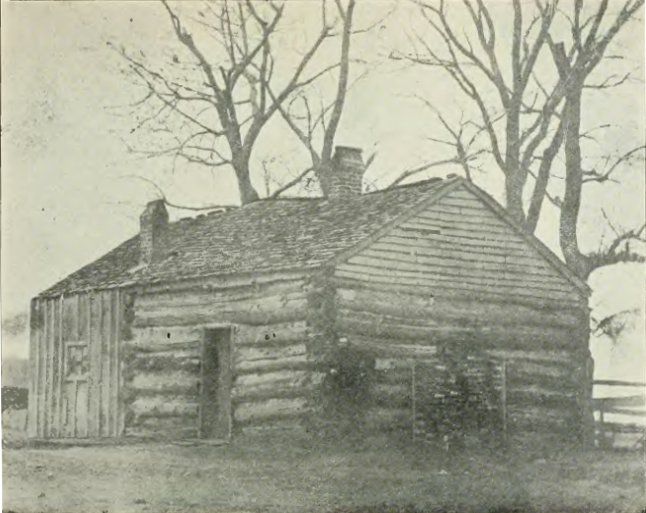
Una cabaña de troncos

El Territorio de Indiana se creó en 1800, y una parte de ese territorio se utilizó para otorgar la condición de estado de Indiana en 1816. En 1831, Benjamin Reasoner fue el primer extranjero conocido en visitar lo que se convertiría en el condado de Blackford. Regresó al área en 1832 con su esposa Mary y cinco de sus hijos (más la familia de su hijo Peter), instalándose en lo que se convertiría en Licking Township del condado de Blackford.
El tercer hijo de Peter Reasoner, una hija también llamada Mary, fue la primera no nativa nacida en el condado. Los colonos comenzaron a llegar al futuro condado de Blackford poco después de los Reasoners durante la década de 1830. Otros primeros colonos en el futuro Licking Township incluyeron a Andrew Boggs, John Grimes, George y Joseph Atkinson, Jacob Slater y Robert Stewart. John Grimes construyó el primer molino de agua del condado en Big Lick Creek.
El condado de Jay se creó en 1835, y una parte de ese condado se dividió más tarde para formar el condado de Blackford. Aunque el condado de Blackford fue creado por la legislatura estatal en 1837, el condado no se organizó hasta 1839. El condado lleva el nombre del juez Isaac Newton Blackford, un juez de la Corte Suprema del estado desde 1817 hasta 1855. 
El condado de Blackford ahora consta de cuatro municipios y Hartford City está ubicada en el municipio de Licking. A medida que el condado se organizó y empezaron a llegar más colonos, la tribu de la Reserva Godfroy se molestó más con el "hombre blanco" y se trasladó al oeste alrededor de 1839.

### Fundación

Condado de Blackford y Hartford City

Originalmente, Hartford City se llamaba Hartford. El sitio para la sede del condado de Blackford fue designado como Hartford en 1837, antes de que la comunidad tuviera un nombre oficial y antes de que se organizara el condado. Los ciudadanos de la cercana Montpelier se opusieron a esta designación, pero los esfuerzos para cambiar la sede del condado no tuvieron éxito. Aunque la comunidad de Montpelier había existido por más tiempo, Licking Township (que contenía la futura Hartford City) tenía una población ligeramente mayor. 
Algunas tierras donadas al condado con el propósito de edificios públicos también pueden haber influido en la decisión. El condado finalmente se organizó en 1839 y el pueblo pasó a llamarse oficialmente Hartford. La comunidad estaba ubicada en la parte suroeste de la actual Hartford City, cerca de Lick Creek. Los colonos encontraron ciervos y lobos, pero ningún indio en las inmediaciones de la comunidad, aunque los indios habían estado viviendo en la parte noreste del condado en la Reserva Godfroy y todavía vivían en el condado adyacente de Grant.
El folclore enseñado más tarde en las escuelas primarias locales sugirió que Hartford era originalmente un lugar para vadear (en inglés, ford) el arroyo de Lick Creek. Se conocía como "vado de Hart" o "vado de Hart", donde el "Hart" provenía de un granjero llamado Jacob Hart o de la antigua palabra inglesa para ciervo: "ciervo". Esto evolucionó a Hartford. Ya había otro Hartford en Indiana, por lo que finalmente Hartford del condado de Blackford se cambió a Hartford City para evitar confusiones.
En 1842, la comunidad de Hartford estaba formada por siete familias en cabañas de madera. Los apellidos de la familia eran Branson, Brough, Graham, Marley, Payton, Shelton y Turner. Los Payton y Graham eran comerciantes. John Marley fue el primer herrero de la ciudad. Hartford creció a una población de 250 en 1850 y se decía que tenía alrededor de 40 casas. La ciudad tenía una oficina de correos, y un directorio de oficinas de correos nacional para 1855 enumera la ciudad como Hartford City. La Hartford City se incorporó como ciudad en 1857.

### Organización del Gobierno
El pueblo de Hartford era originalmente una comunidad no incorporada gobernada por el condado. El condado de Blackford se organizó en junio de 1839, cuando el gobernador de Indiana, David Wallace, nombró sheriff interino a Nicolas Friend. El Sr. Friend recibió instrucciones de realizar elecciones para los funcionarios del condado. La elección se llevó a cabo en la cabaña de madera de uno de los colonos de la aldea que se convertiría en Hartford. Los funcionarios del condado elegidos fueron: Jacob Brugh, secretario-auditor-registrador; Jacob Emshwiller, tesorero; Frederick Bell, alguacil; y tres comisionados del condado: Josephus Streeter, Jacob Schroyer y Eli Rigdon. Entre los primeros proyectos de la junta de comisionados del condado había dos elementos de particular interés para el futuro. Primero, los comisionados trabajaron en una petición para una carretera que correría a lo largo del cercano Lick Creek hacia la ciudad de Portland en el condado adyacente de Jay. En segundo lugar, se ordenó que la sede del condado de Blackford se llamara Hartford. (Más tarde, se agregó "Ciudad" al nombre de Hartford porque se descubrió que ya había otro Hartford en Indiana.)
En 1857, se comenzó a trabajar para incorporar a la comunidad de Hartford como ciudad. Según un censo de mayo de 1857, la comunidad tenía 51 familias con un total de 311 residentes. El 28 de septiembre de 1857, los votantes elegibles aprobaron una petición para incorporarse como ciudad por un voto de 35 a favor y 18 en contra. Como resultado, los comisionados del condado declararon la ciudad incorporada el 7 de diciembre de 1857. Como ciudad, Hartford City estaba gobernada por un secretario-tesorero y un concejo municipal, que eran funcionarios electos. El presidente del ayuntamiento era considerado el ejecutivo de la ciudad.
En Indiana, los pueblos con poblaciones superiores a 2000 habitantes pueden convertirse en ciudades. Ayudada por los ferrocarriles y luego por el boom del gas, la población de Hartford City superó los 2000 en 1890. En febrero de 1894, se circuló una petición en la que se pedía al ayuntamiento que convocara a votación sobre el cambio de pueblo a ciudad. La petición tuvo éxito y, en abril de 1894, los votantes de Hartford City decidieron a favor de un estatuto municipal. La votación fue 606 a favor y 114 en contra del cambio. Poco después, tanto los demócratas como los republicanos celebraron convenciones para nominar candidatos a los cargos municipales. Los cargos en el nuevo gobierno eran alcalde, secretario, tesorero, mariscal y concejales de cuatro distritos. En mayo de 1894, Hartford City pasó del control gubernamental de un ayuntamiento a un gobierno de un alcalde y un consejo común. El primer alcalde fue el republicano John A. Bonham.

### Primeras vías férreas
Cuando se formó el estado de Indiana, las vías fluviales eran el mejor medio de transporte. La ubicación en un río era vital para una comunidad, y los planificadores estatales veían los canales como una forma de conectar los ríos navegables del estado. A finales de la década de 1840 y 1850, los planificadores se dieron cuenta de que los ferrocarriles serían un modo de transporte vital para Indiana, más que la construcción de canales y "picas". Los ferrocarriles comenzaron un crecimiento fenomenal en el estado. Apenas 321 km de vías férreas estaban en funcionamiento dentro del estado en 1850, sin embargo, en 1860, más de 3218 km de vías estaban en funcionamiento. Para 1873, más de 5954 km de línea principal estaban en servicio en Indiana.
El primer ferrocarril propuesto en el condado de Blackford, que iría de norte a sur, era Fort Wayne & Southern Company, que se construiría hacia el sur desde Fort Wayne a través de Bluffton y Hartford City hasta Muncie, donde se conectaría con alguna línea que le permitiría corre a Louisville, Kentucky. Esta línea ferroviaria se propuso en 1849 y la construcción comenzó en 1853. Después de algunos cambios de propiedad, esta línea llegó a Hartford City en 1869. El primer tren desde Fort Wayne hasta Muncie funcionó en 1870. En ese momento, el ferrocarril se llamó Ferrocarril de Fort Wayne, Cincinnati y Louisville. En los siguientes 130 años, esta línea ferroviaria cambió de propietario (y nombre) con frecuencia.
El segundo ferrocarril propuesto por el condado fue el primero en operar en Hartford City, y fue el de Pittsburgh, Cincinnati y Saint Louis, que se propuso alrededor de 1862. Esa línea se completó hasta Hartford City en 1867. La línea finalmente pasó a ser controlada por el Ferrocarril de Pensilvania. (Muchos años después, una fusión hizo que la línea fuera parte de Penn Central y luego de Conrail después de una quiebra en 1970 y la reorganización del gobierno.) Después de 1870, Hartford City tenía servicio de ferrocarril de dos líneas (ver mapa), una moviéndose de norte a sur y la otra de este a oeste. La línea norte-sur todavía está en servicio, pero a partir de 2008, la línea este-oeste ya no está en servicio.
En la década de 1880, Hartford City también se enorgullecía de tener caminos de grava además de sus excelentes instalaciones ferroviarias. Un camino de grava (también conocido como lucio) corría de norte a sur a través de la ciudad y todo el condado. Además, otro camino de grava cruzaba la ciudad de este a oeste y tenía varias ramas, incluida una de hasta ocho millas. A mediados de la década de 1890, se creía que la ciudad tenía más calles pavimentadas (hechas de bloques de cedro) que cualquier ciudad de su tamaño en el estado de Indiana. Durante junio de 1896, se inició el trabajo en la primera calle de ladrillos de Hartford City.

### 1880 y elboomdel gas
A principios de la década de 1880, Hartford City tenía alrededor de 1800 residentes, incluidos diez médicos registrados. La ciudad tenía tres iglesias, una escuela, dos hoteles, un banco y al menos dos periódicos. La fabricación incluyó dos aserraderos, una fábrica de radios y ejes, una fábrica de ladrillos y tejas, un molino de harina y más. El servicio de ferrocarril estaba disponible, con conexiones a las principales ciudades del día. La ciudad también tenía dos buenos caminos de grava que atravesaban la ciudad de este a oeste y de norte a sur.

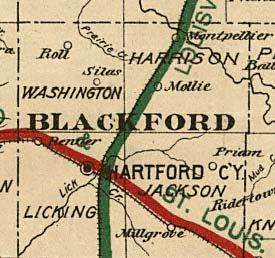
Mapa del ferrocarril del condado de Blackford en la década de 1890.

A fines de la década de 1880, el descubrimiento de gas natural en el centro este de Indiana provocó un boom del gas en el centro-este de Indiana. También se encontró algo de petróleo en la zona. La región del gas natural incluía Hartford City, y la ciudad podría agregar gas natural a sus excelentes instalaciones de transporte como incentivo para que los fabricantes se ubiquen allí. Jesse H. Dowell organizó la Compañía Nacional de Petróleo y Gas de la Ciudad de Hartford, y esta compañía perforó el primer pozo de gas de la ciudad en 1887. En 1894, el boom del gas permitió que la ciudad tuviera los recursos financieros para construir un nuevo palacio de justicia y su propio suministro público de agua. Para 1895, Hartford City tenía 10 compañías de gas natural. Como una indicación de que Hartford City se había convertido en una ciudad en auge, un directorio de 1895 enumera 24 salones y 13 bufetes de abogados.
Numerosas empresas manufactureras se trasladaron al área de "Gas Belt", atraídas por promesas de gas natural gratis o de bajo costo y el excelente servicio de transporte. Algunas de las empresas que comenzaron a fabricar en Hartford City durante el boom son: Hartford City Glass Company, Sneath Glass Company, Hartford City Paper Company, Utility Paper Company, Congress Cycle Company, Willman Lumber Company, AA Bowman & Company (un fabricante de buggies y vehículos ligeros) y Winklebeck & Winning (aros y madera). Hartford City Glass Company fue adquirida por American Window Glass Company justo antes de 1900.
La población de Hartford City aumentó de 1.470 en 1880 a 5912 en 1900. Durante 1901, los inspectores del estado de Indiana visitaron 15 instalaciones de fabricación en Hartford City, que emplearon a 1077 personas. Este fue un gran aumento en el empleo en la industria manufacturera considerando que todo el condado tenía solo 171 personas trabajando en la industria en junio de 1880. American Window Glass Company fue el empleador más grande de los fabricantes inspeccionados, con dos plantas que emplean a un total de 508 personas. Sneath Glass Company fue el segundo empleador más grande, con 130 empleados. El tercer y cuarto empleadores más importantes también eran empresas relacionadas con el vidrio, que fabricaban botellas. También estuvieron representadas las industrias de madera, azulejos y fundición y trabajos de maquinaria.

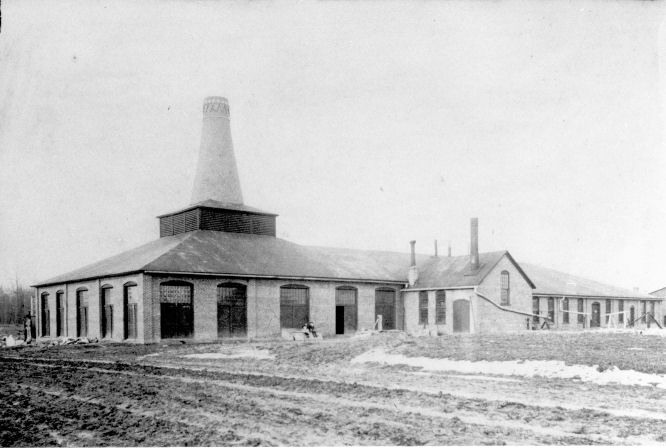
Fábrica de Sneath Glass de Hartford City en 1895

El breve auge transformó gran parte del centro este de Indiana de una economía orientada a la agricultura a una economía que también incluía la manufactura. El condado de Blackford y los condados adyacentes de Delaware y Grant duplicaron su población en los veinte años desde 1880 hasta 1900. Hartford City se hizo aún más conectado a las ciudades más grandes en el estado, tales como Indianápolis y Fort Wayne, por la línea interurbana de ferrocarril que comenzó a funcionar en 1905 en la calle Jefferson por el centro de la ciudad. Para 1905, el boom del gas casi había terminado, ya que gran parte del gas natural se desperdició o se administró mal. 
Sin embargo, Hartford City fue cambiada permanentemente. La manufactura se volvió importante además de la agricultura, y la ciudad tenía una mano de obra calificada. La ciudad había crecido lo suficiente como para incorporarse como ciudad. La prosperidad de la ciudad le permitió tener una infraestructura de buena calidad: una obra de agua, dos ferrocarriles más el sistema interurbano y caminos de ladrillos. Muchos de los edificios construidos alrededor de la plaza del pueblo en ese momento todavía están en uso más de 100 años después, incluido el palacio de justicia, la biblioteca y algunas de las iglesias.
La nueva tecnología también había llegado a la ciudad. Un directorio de 1895 enumera dos compañías telefónicas dentro de la ciudad además de una compañía de telégrafos. Hartford City tenía al menos un automóvil en 1900, como el Sr. Ed Cooley hizo la entrega de un eléctrico utilitario. El vehículo de 1,700 libras podría correr 30 millas con una carga a velocidades de al menos 16 millas por hora. En 1908, se vieron películas sonoras en Hartford City por primera vez. Las tres imágenes, que se exhibieron en el Star Theatre, presentaban a Black Patti, el Heidelberg Quartette y los Johnson Cake Walkers.

### Después delboomdel gas

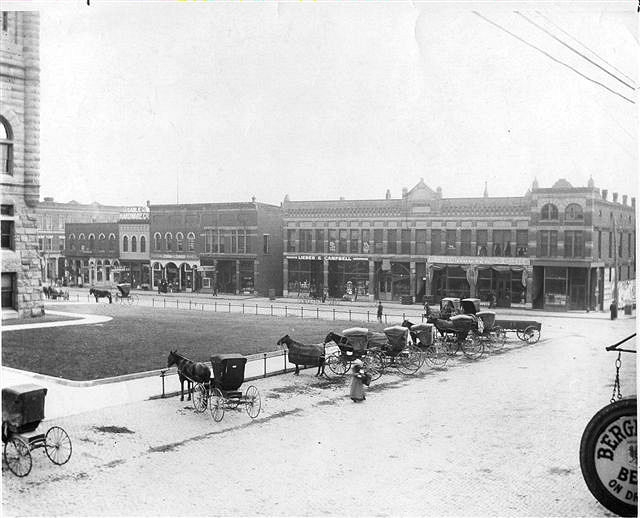
Hartford City Square en 1908.

Después del boom del gas, algunas de las ciudades que tenían menos negocios se convirtieron en pueblos fantasmas. Sin embargo, la mayoría de los fabricantes no se mudaron de inmediato del área porque no hubo boom de gas en otros lugares. Muchos de los trabajadores calificados de Hartford City siguieron viviendo en la ciudad. Los dos empleadores más grandes, American Window Glass y Sneath Glass, continuaron sus operaciones. La planta de American Window Glass duró hasta la Gran Depresión, ya que su proceso de fabricación se volvió gradualmente obsoleto. Sneath Glass duró hasta la década de 1950, cuando la nueva industria del plástico hizo obsoletos muchos de sus productos. Otra empresa de la era del boom, Willman Lumber, todavía operaba en la década de 1970. Mientras que la población del condado de Blackford después del auge disminuyó, la de Hartford City se mantuvo estable. Parte de la mano de obra local se empleó en ciudades cercanas como Muncie, Marion y Anderson, donde había puestos de trabajo relacionados con la nueva industria del automóvil.

En la década de 1920, los líderes de la ciudad convencieron a Overhead Door Company para que trasladara su sede y fabricación a Hartford City. Overhead Door creció y se convirtió en un importante empleador en la ciudad durante los siguientes 40 años. Las empresas del boom de gas Hartford City Paper, American Window Glass y Sneath Glass todavía estaban operando plantas en la ciudad. Otra fábrica de papel que tendría un largo futuro en la ciudad fue la Compañía de Papel Corrugado de Fort Wayne, que construyó una planta en la ciudad en 1921. En la década de 1930, los principales establecimientos comerciales de la ciudad incluían Hartford Ice Company, Overhead Door, varias fábricas de vidrio y fábricas de papel. 

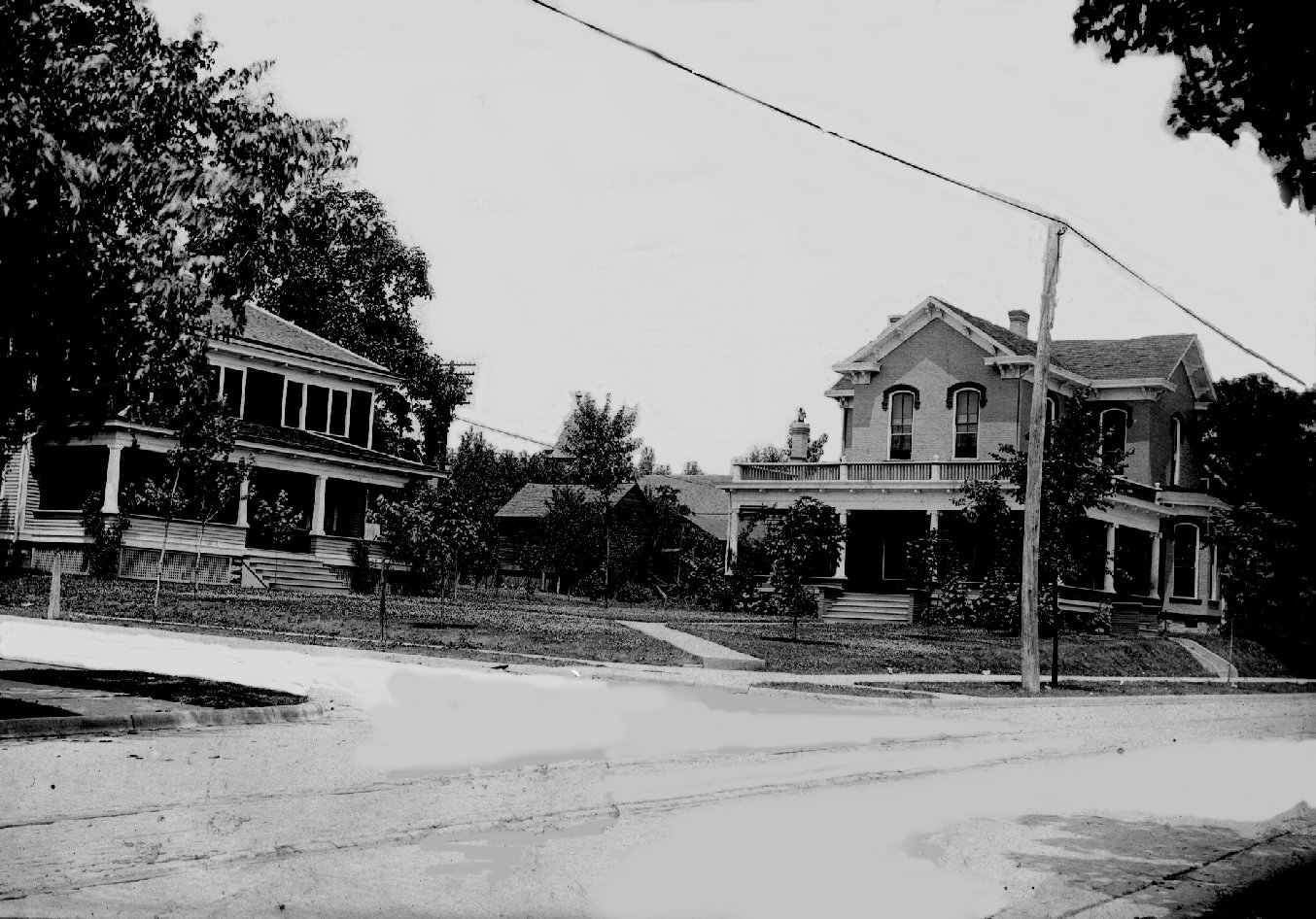
Dos casas de principios del en Hartford City con la línea interurbana al frente.

George D. Stevens, un exejecutivo de la compañía de papel corrugado Fort Wayne de Hartford City, conmocionó a la ciudad después de su muerte. Stevens se mudó a Hartford City en 1911. Era un viudo tranquilo y de aspecto distinguido que vivía solo en el hotel Hartford. Tenía habilidades mecánicas naturales y ascendió a un puesto de ingeniero ejecutivo en la fábrica de papel corrugado de Fort Wayne de la ciudad. Stevens se convirtió en uno de los hombres más ricos de la ciudad, y lo llevaron al trabajo con chofer. Recibió una patente en 1931, y quizás esto fue un indicio de fuentes adicionales de ingresos que lo ayudaron a acumular su riqueza.
Stevens era conocido como filántropo dentro de la comunidad y también fundó la Fundación Akron en su ciudad natal original de Akron, Ohio. Se convirtió en uno de los principales ciudadanos de Hartford City y se unió al Rotary Club, Elks Lodge y Masonic Lodge de la ciudad. Su tranquila vida social a menudo implicaba simplemente sentarse en el vestíbulo del Hotel Hartford y charlar con quienes se le acercaban. Murió en Hartford City de miocarditis crónica a la edad de 80 años el 8 de abril de 1940. Su muerte fue noticia de primera plana en los periódicos locales y la fábrica de papel cerró durante medio día. Algunos de los ciudadanos de Hartford City asistieron al funeral de Stevens a 260 millas de distancia en Akron, y se sorprendieron al saber que Stevens era un hombre negro que había estado viviendo como un hombre blanco en una ciudad totalmente blanca. Dadas las actividades del Ku Klux Klan en Hartford City durante la década de 1920 (todos los demás negros abandonaron la ciudad durante ese tiempo), tal vez Stevens sintió que su mascarada era necesaria. Blanco o negro, Hartford City tuvo la suerte de tener a George Stevens como miembro de la comunidad.
La fabricación en Hartford City fue diferente después de la Segunda Guerra Mundial y la guerra de Corea. Las fábricas de vidrio de la zona ya no eran los empleadores más importantes, ya que la mayoría de ellas habían cerrado. La comunidad tuvo la suerte de tener Overhead Door y Fort Wayne Corrugated como principales empleadores, además de los fabricantes de autopartes en los pueblos cercanos. Pronto, otra empresa llegó a la ciudad y se unió a Overhead Door como un empleador importante. En 1955, 3M (Minnesota Mining and Manufacturing), compró la antigua planta de Hartford City Paper (empresa en auge) en Hartford City, y se convirtió en uno de los principales empleadores de la ciudad. Aunque los productos han cambiado a lo largo de los años, 3M todavía emplea a más de 200 personas en la planta de Hartford City, que actualmente (2009) es una planta de fabricación de cintas. No muy lejos de la planta de 3M, la planta de Fort Wayne Corrugated Paper Company cerró en 1959. Sin embargo, la planta fue comprada por St. Joe Paper Company y continuó operando.
En 1964, el crecimiento de Overhead Door permitió que las acciones de la compañía cotizaran en la Bolsa de Valores de Estados Unidos, y tenía varias instalaciones de fabricación, incluida la planta de Hartford City. La compañía simplemente superó a Hartford City. En 1965, trasladó su sede a Dallas, Texas. La planta de fabricación de puertas basculantes en Hartford City continuó la producción, pero finalmente recortó sus operaciones en 1985. En 2000, la planta se cerró.
Durante la década de 1980, el declive económico de la región del Rust Belt de Estados Unidos (y los recortes en Overhead Door) coincidieron con el declive de la población de Hartford City. Las recientes dificultades económicas para la industria automotriz también han sido desafortunadas para la economía de Hartford City, pero la ciudad continúa trabajando para atraer nuevos negocios.

## Geografía
Hartford City se encuentra ubicada en las coordenadas 40°27′13″N 85°22′24″O / 40.45361, -85.37333. Según la Oficina del Censo de los Estados Unidos, Hartford City tiene una superficie total de 10.09 km², de la cual 10.04 km² corresponden a tierra firme y (0.54%) 0.05 km² es agua.

## Demografía
Según el censo de 2010, había 6220 personas residiendo en Hartford City. La densidad de población era de 616,42 hab./km². De los 6220 habitantes, Hartford City estaba compuesto por el 97.25% blancos, el 0.31% eran afroamericanos, el 0.16% eran amerindios, el 0.13% eran asiáticos, el 0.06% eran isleños del Pacífico, el 0.42% eran de otras razas y el 1.67% pertenecían a dos o más razas. Del total de la población el 1.17% eran hispanos o latinos de cualquier raza.